# Meslay, Calvados
Meslay är en kommun i departementet Calvados i regionen Normandie i norra Frankrike. Kommunen ligger i kantonen Thury-Harcourt som ligger i arrondissementet Caen. År 2022 hade Meslay 344 invånare.

## Befolkningsutveckling
Antalet invånare i kommunen Meslay
Referens: INSEE